# Oboronia pseudopunctatus
Oboronia pseudopunctatus är en fjärilsart som beskrevs av Embrik Strand 1912. Oboronia pseudopunctatus ingår i släktet Oboronia och familjen juvelvingar. IUCN kategoriserar arten globalt som livskraftig. Inga underarter finns listade i Catalogue of Life.